# 라스트 마일 (영화)
《라스트 마일》(일본어: ラストマイル, 영어: Last Mile)은 일본의 스릴러 영화이다.

## 개요
드라마 언내추럴과 MIU404로 같이 합을 맞춰본 감독 츠카하라 아유코와 각본가 노기 아키코의 작품이다.

## 출연진

### 주연
- 미츠시마 히카리 - 후나도 에레나 역
- 오카다 마사키 - 나시모토 코 역

### 조연
- 이시하라 사토미 - 미스미 미코토 역
- 이우라 아라타 - 나카도 케이 역
- 아야노 고 - 이부키 아이 역
- 호시노 겐 - 시마 카즈미 역
- 딘 후지오카 - 이가라시 도겐 역
- 오오쿠라 코지 - 모리 타다하루 역
- 사코 요시 - 카리야 타카노리 역
- 우노 쇼헤이 - 사노 와타루 역
- 안도 타마에 - 마츠모토 리호 역
- 마루야마 토모미 - 오다지마 역
- 히노 쇼헤이 - 사노 아키라 역
- 아베 사다오 - 야기 류헤이 역
- 쿠보타 마사타카 - 쿠베 로쿠로 역
- 이치카와 미카코 - 쇼지 유코 역
- 류세이 료 - 키바야시 나구모 역
- 이이오 카즈키 - 사카모토 마코토 역
- 요시다 우롱타 - 무코지마 스스무 역
- 야쿠시마루 히로코 - 미스미 나츠요 역
- 마츠시게 유타카 - 카미쿠라 야스오 역
- 하시모토 준 - 진바 코헤이 역
- 마에다 오시로 - 카츠마타 소타 역
- 카나이 유타 - 이토마키 타카시 역
- 나가오카 타쿠야 - 타지마 유스케 역
- 아소 쿠미코 - 키쿄 유즈루 역
- 모치즈키 아유무

## 참고 사항
- 수입사:  블루라벨픽쳐스
- 사전적인 의미로 라스트 마일(last mile)은 고객에게 통신 서비스를 제공하는 통신 네트워크의 최종 구간 또는 운송 허브(hub)에서 최종 목적지까지 상품의 이동으로 구성된 여정의 마지막 구간을 의미하는 용어이다.